# Thrasymachos
Thrasymachos von Chalkedon (altgriechisch Θρασύμαχος Thrasýmachos) war ein griechischer antiker Philosoph, Redner und Lehrer der Rhetorik. Innerhalb der Philosophiegeschichte zählt man ihn zu den Sophisten. In Chalcedon (auf dem Gebiet des heutigen Istanbul) geboren, wirkte er im letzten Drittel des 5. Jahrhunderts v. Chr. in Athen.
Bekannt ist er vor allem deshalb, weil ihn der Philosoph Platon in einem seiner Hauptwerke, dem Dialog Politeia auftauchen lässt. Dort erzählt Sokrates ausführlich von einem Gespräch, das er mit Thrasymachos geführt habe.

## Überlieferung
Von Thrasymachos sind keine Schriften überliefert. In der maßgeblichen Quellensammlung von Diels und Kranz findet man 14 kurze in der Antike verfasste Berichte zu Leben und Lehre des Thrasymachos sowie 8 bei anderen Autoren gefundene Zitate aus Schriften des Thrasymachos.

## Leben
Zu den Lebensdaten des Thrasymachos ist kaum etwas bekannt. Er tritt in der Komödie Die Schmausbrüder des Aristophanes auf, die 427 v. Chr. aufgeführt wurde. Man nimmt deshalb an, dass er zu dieser Zeit in Athen als Sophist gut bekannt gewesen sein muss. In einer Rede nimmt Thrasymachos auf einen Herrscher Bezug, der zwischen 413 und 399 v. Chr. an der Macht war. Platons Politeia, in der Thrasymachos vorkommt, handelt um 413 v. Chr. Die erhaltene Inschrift seines Grabes gibt als Beruf „Sophistik“ an. Platon weist darauf hin, dass er für seinen Unterricht Geld verlangt und im Rahmen seiner Lehrtätigkeit verschiedene Städte bereist hat.

## Lehre
Die verlorenen Schriften des Thrasymachos dürften politische, aber auch bloß scherzende Reden und theoretische Abhandlungen verschiedenen Inhalts gewesen sein. Er soll ein Lehrbuch der Rhetorik verfasst haben, Cicero schreibt, dass er sich mit Naturphilosophie beschäftigt hat. Hermeias von Alexandria zitiert die Ansicht Thrasymachos‘, dass die Götter sich offenbar nicht um die Menschen kümmern, da sie sich um das größte menschliche Gut, die Gerechtigkeit, nicht kümmern.
In Platons Politeia tritt Thrasymachos zu Beginn des Gesprächs auf, wo ein Gespräch zwischen ihm und Sokrates über politisch-ethische Themen nacherzählt wird. Thrasymachos kommt in der Darstellung Platons, wie alle Sophisten, schlecht weg. Er will sich für seine Belehrung darüber, was das Gerechte sei, bezahlen lassen, wirkt unsympathisch aber redegewandt und scheint Sokrates nicht leiden zu können. Thrasymachos soll der Auffassung gewesen sein, dass „das Gerechte nichts anderes ist als das dem Stärkeren [oder: Überlegenen] Zuträgliche.“ Gerecht sei alles, was dem Stärkeren und Mächtigen nützt.

## Nachwirkung und Forschungsstand
Die bei Platon dargelegte Position des Thrasymachos ist auf verschiedene Arten interpretiert worden. Je nachdem vertrete Thrasymachos einen „ethische[n] Nihilismus, ein Bekenntnis zum Naturrecht des Stärkeren, ein[en] reine[n] Legalismus, die Erkenntnis eines psychologischen Egoismus oder ein rein deskriptives soziologisches Interesse.“
Thrasymachos wird häufig im Zusammenhang mit Kallikles erwähnt, so etwa von Michel Foucault, der die Gefahr einer Hybris der Vernunft in Abwägung mit dem Ideal der Sophrosyne (Besonnenheit) setzt.
Die bislang einzige Monographie über den platonischen und historischen Thrasymachos in der internationalen Forschung hat Philipp Batthyány 2021 vorgelegt. In seiner Studie rekonstruiert Batthyány in sieben Explikationen die Gerechtigkeitsdefinition des platonischen Thrasymachos, entwickelt anschließend in drei textimmanenten Wegen der Beweisführung die Widerlegung des eudämonistischen Glückspostulats des platonischen Thrasymachos, wonach der Glücklichste der Tyrann als der vollkommen Ungerechte sei, und analysiert abschließend die Fragmente von und über den historischen Thrasymachos mit Blick auf die zuvor erarbeiteten Interpretationsergebnisse aus der Politeia.